# Polypedilum takaoense
Polypedilum takaoense är en tvåvingeart som beskrevs av Sasa 1980. Polypedilum takaoense ingår i släktet Polypedilum och familjen fjädermyggor. Inga underarter finns listade i Catalogue of Life.